# Escalera de peces

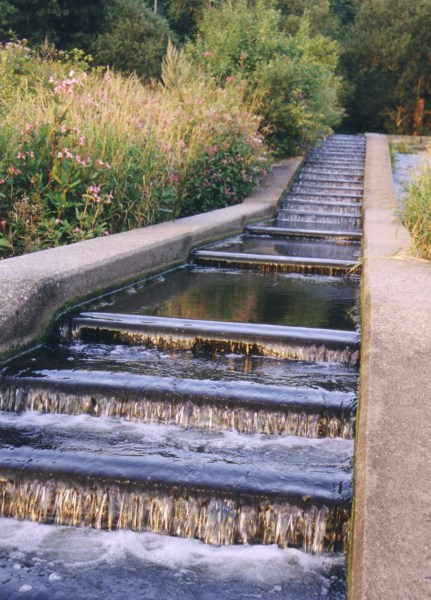
Escalera de peces en una presa de Alemania

Una escalera de peces es un tipo de sistema de transferencia para peces. Es un canal con rugosidad artificialmente aumentada, que comunica el nivel del embalse aguas arriba de la presa con el nivel del río aguas abajo de la misma.
La forma de la escalera debe permitir atravesar la presa a los peces que migran en el río que ha sido cortado por esta. Tiene una función de carácter eminentemente ecológico.